# Crni Lug (Delnice)
 Crni Lug  falu Horvátországban, a Tengermellék-Hegyvidék megyében. Közigazgatásilag Delnicéhez tartozik.

## Fekvése
Fiumétól 23 km-re északkeletre, községközpontjától 8 km-re északnyugatra, a horvát Hegyvidék középső részén a 32. számú főút mellett fekszik.

## Története
A településnek 1857-ben 534, 1910-ben 483 lakosa volt. A trianoni békeszerződésig Modrus-Fiume vármegye Delnicei járásához tartozott. 2011-ben 253 lakosa volt.

## Lakosság
| Lakosság változása | Lakosság változása | Lakosság változása | Lakosság változása | Lakosság változása | Lakosság változása | Lakosság változása | Lakosság változása | Lakosság változása | Lakosság változása | Lakosság változása | Lakosság változása | Lakosság változása | Lakosság változása | Lakosság változása | Lakosság változása |
| ------------------ | ------------------ | ------------------ | ------------------ | ------------------ | ------------------ | ------------------ | ------------------ | ------------------ | ------------------ | ------------------ | ------------------ | ------------------ | ------------------ | ------------------ | ------------------ |
| 1857               | 1869               | 1880               | 1890               | 1900               | 1910               | 1921               | 1931               | 1948               | 1953               | 1961               | 1971               | 1981               | 1991               | 2001               | 2011               |
| 534                | 602                | 570                | 535                | 529                | 483                | 443                | 481                | 474                | 493                | 457                | 377                | 342                | 322                | 291                | 253                |

## Nevezetességei
Szent Péter és Pál apostolok tiszteletére szentelt plébániatemploma.